# В'ятка
Це стаття про село в Україні, про річку в Росії, див. Вятка, про місто, що раніше мало назву Вятка, див. Кіров (Кіровська область).
В'я́тка — село в Україні, у Конотопському районі Сумської області. Населення становить 19 осіб. До 2018 орган місцевого самоврядування — В'язе́нська сільська рада.

## Географія
Село В'ятка знаходиться на правому березі річки Клевень, вище за течією на відстані 0,5 км розташоване село Петропавлівська Слобода (Глухівський район), нижче за течією на відстані 1,5 км розташоване село Ховзівка, на протилежному березі — село Шулешівка. На відстані 1 км розташоване село Окіп. До села примикає невеликий лісовий масив. Поруч проходить автомобільна дорога Т 1908.

## Історія
12 червня 2020 року, відповідно до розпорядження Кабінету Міністрів України № 723-р «Про визначення адміністративних центрів та затвердження територій територіальних громад Сумської області», село ввійшло до складу Путивльської міської громади.
19 липня 2020 року, в результаті адміністративно-територіальної реформи та ліквідації Путивльського району, увійшло до складу новоутвореного Конотопського району.

## Населення
Згідно з переписом УРСР 1989 року чисельність наявного населення села становила 28 осіб, з яких 13 чоловіків та 15 жінок.
За переписом населення України 2001 року в селі мешкало 19 осіб. 100 % населення вказало своєю рідною мовою українську мову.